# Кинеска чигра
Кинеска чигра је врста чигри. Састоји од сферног тела и штапићастог држача. Када се кинеска чигра заврти, она се постепено због велике угаоне брзине, нагиње и у тренутку када њен држач дотакне подлогу, чигра се потпуно окреће и почиње да ротира на држачу. Окретање изазива момент силе услед површинског трења. Како се њена брзина смањује, чигра губи стабилност и пада.

## Чигра
Чигра је предмет конусног, сферног или овалног облика са шпицастим врхом (клином) чија је намена да се што дуже врти. Најчешће се користи као играчка. Ако се заврти, чигра ће наставити да се окреће око једне осе ротације. Њене физичке особине су сличне као особине жироскопа. У природи се чигра налази као жир, семе јавора с „лептирићима“, шкољка зашиљеног врха.

### Врсте чигри
Постоје различите врсте чигри: обичне чигре које се налазе код нас, али и у различитим земљама попут Јапана, преко Немачке, Пољске, Кореје, Француске и Шкотске; чигре које се заокрећу помоћу канапа или бича, кинеске чигре које се изврћу при окретању, јапанске чигре са рупама које при окретању производе зујање или рику.
Чигре се праве од различитих материјала, од дрвета, преко глине и керамике, да би се у новије време правиле од пластике. Тело свих чигри је обично шупље.

## Окретање кинеске чигре
Најједноставнија чигра је чигра направљена у облику купе, с додатком на горњој страни проширеног дела. Додатак служи као држач, да се ухвати прстима, постави на подлогу, јако заврти и испусти да се окреће. Када се оваква чигра заврти, оне се окреће постепено успоравајући, полако се зауставља и пада „на бок”. Међутим, код кинеских чигри, држач се постепено све више нагиње и кад дотакне подлогу, чигра се потпуно окреће и почиње да ротира на њему. Претпстављало се да је за такво окретање кључно трење клизања. Ову претпоставку је потврдио Дел Кампо. Он је дао доказ у ком је објаснио објаснио да се држач ових чигри све више нагиње због тога што се центар масе чигре подиже. Уздизањем центра масе чигре од подлоге, расте потенцијална енергија на рачун смањења кинетичке енергије која се смањује, а успорење тела је изразито ако се посматра прелаза ротације чигре на окретање са ослонцем на држачу. Успорење представља смањење угаоног момента, а то је једино могуће ако постоји спољни момент силе који може да потиче једино од трења клизања.

### Прецесија
Прецесија се овако може посматрати само у условима када је угаона брзина ротације много већа од угаоне брзине прецесије. То се дешава при почетку кретања, док је дршка чигре под малим углом отклоњена од вертикалне осе. Када чигра успори, смањи се и њена угаона брзина и кретање постаје компликованије.
Ако посматрамо заротирану чигру која се, гледано од горе, окреће у смеру супротном окретању казаљки на сату (на слици: поглед од испред, слика лево), можемо је у попречном пресеку од испред и од иза приказати као на слици. У тренутку када се под дејством гравитације чигра нагнула на десну страну гледано од испред (на слици: поглед од испред, слика десно), онда ће тад гледано од иза, чигра бити нагнута ка левој страни гледано од иза (на слици: поглед од иза, слика десно). Кретање две означене тачке на чигри (тачка розе боје на предњој и тачка плаве боје на задњој страни чигре) у том тренутку ће под утицајем ротације назначеног смера бити усмерено слева надесно за розу тачку и здесна налево за плаву тачку, како је приказано на слици розим и плавим вектором. Ове векторе можемо разложити на компоненте у правцу равни диска чигре и правцу дуж држача чигре (испрекидане линије на слици). Ако сада посматрамо тачку розе боје, на њу ће укупно да делују две силе: јаче силе од ротације вектора усмереног нагоре и слабије силе од гравитације вектора усмереног ка доле. Због тога ће кретање предњег краја на ком је означена роза тачка бити усмерено ка горе. Слично, ако посматрамо плаву тачку, вектори обе силе које на њу делују ће бити усмерене ка доле и због тога ће кретање овог дела диска чигре бити усмерено ка доле. Цео врх се стога на месту розе тачке издиже на предњој ивици, а на одговарајућем месту спушта на задњој ивици, што објашњава зашто се врх чигре нагиње у страну када се гледа од напред, а чигра одмах не пада доле због гравитације.

## Занимљивости
- Када се кинеска чигра обрне у окретању, она подиже свој центар масе и почиње да ротира у супротном смеру. Исти ефекат се може постићи и са тврдо куваним јајима, лоптом за рагби или овалним каменом.[4]
- Популарност чигри је поприлично порасла педесетих година прошлог века и тада је објављено неколико теоретских чланака о њиховом кретању. Окретање чигре не би било посебно од окретања неког другог тела да не долази до лепо уочљиве појаве прецесије. Под прецесијом се подразумева промена смера осе око ког ротира тело.
- Окретање кинеске чигре било је занимљиво и великим научницима као што су Волфганг Паули и Нилс Бор, што је забележено на отварању универзитета Лунд у Шведској 1954. године.